# Hölgyem, Isten áldja! (film, 1977)
A Hölgyem, Isten áldja! (eredeti cím: The Goodbye Girl) 1977-ben bemutatott amerikai romantikus filmvígjáték-dráma, melyet Neil Simon forgatókönyvéből Herbert Ross rendezett. A főbb szerepekben Richard Dreyfuss, Marsha Mason és Quinn Cummings látható.
Az Amerikai Egyesült Államokban 1977. november 30-án mutatták be, bevételi és kritikai siker mellett. Dreyfuss elnyerte a legjobb férfi főszereplőnek járó Oscar-díjat (az akkor 30 éves színész lett a kategória legfiatalabb nyertese, Adrien Brody 2003-as győzelméig). Mason és Cummings alakításait szintén Oscarra jelölték.
Azonos című tévéfilmes feldolgozása 2004-ben jelent meg.

## Cselekmény
Paula McFadden a harmincas éveiben járó, elvált táncosnő. Tízéves kislányával, Lucyvel Manhattanben élnek házas barátja, Tony DeForrest lakásában. Amikor egy nap visszaérnek a vásárlásból, otthonukat üresen találják: távollétükben ugyanis Tony elhagyta párját és egy filmszerep kedvéért Olaszországba utazott. Paula tudtán kívül Tony kiadta albérletbe a lakást egy Elliot Garfield nevű, különc chicagói színésznek. Elliot egy éjjel váratlanul felbukkan és követeli, hogy engedjék beköltözni. Paula kénytelen ebbe beleegyezni és bár eleinte egymás idegeire mennek, idővel egymásba szeretnek.

## Szereplők
| Szerep                  | Színész          | Magyar hang       |
| ----------------------- | ---------------- | ----------------- |
| Elliot Garfield         | Richard Dreyfuss | Tahi Tóth László  |
| Paula McFadden          | Marsha Mason     | Földi Teri        |
| Lucy McFadden           | Quinn Cummings   | Lengyel Kati      |
| Lucy McFadden           | Quinn Cummings   | Somlai Edina      |
| Mark Bodine             | Paul Benedict    | Gálvölgyi János   |
| Donna Douglas           | Barbara Rhoades  | Rátonyi Hajni     |
| Mrs. Crosby             | Theresa Merritt  |                   |
| Ronnie Burns            | Michael Shawn    | Dobránszky Zoltán |
| Rhonda Fontana          | Patricia Pearcy  |                   |
| III. Richárd szereplője | Powers Boothe    |                   |
| III. Richárd szereplője | Tom Everett      |                   |
| III. Richárd szereplője | Raymond J. Barry |                   |
| III. Richárd szereplője | Joe Regalbuto    |                   |
| Oliver Fry              | Nicol Williamson |                   |

## Fogadtatás

### Kritikai visszhang
A film pozitív kritikákat kapott. A Rotten Tomatoes-on 25 kritikus véleményének összegzése után 80%-os értékelésen áll.
Roger Ebert filmkritikus a maximális négyből három csillagra értékelte. Bár nem nyűgözte le Mason filmbéli karaktere és színészi játéka (szerinte az „szinte sosem kelt szimpátiát”), Dreyfuss alakítását dicsérte. A színész III. Richárddal kapcsolatos jeleneteit a legviccesebb filmjelenetnek nevezte Mel Brooks Hitler tavasza című fiktív zenés darabja óta (mely az 1967-es Producerek című filmben volt látható).

### Fontosabb díjak és jelölések
| Díj                       | Kategória                                           | Jelölt           | Eredmény | Ref.  |
| ------------------------- | --------------------------------------------------- | ---------------- | -------- | ----- |
| Oscar-díj                 | legjobb film                                        | Ray Stark        | Jelölve  | [ 7 ] |
| Oscar-díj                 | legjobb férfi főszereplő                            | Richard Dreyfuss | Elnyerte | [ 7 ] |
| Oscar-díj                 | legjobb női főszereplő                              | Marsha Mason     | Jelölve  | [ 7 ] |
| Oscar-díj                 | legjobb női mellékszereplő                          | Quinn Cummings   | Jelölve  | [ 7 ] |
| Oscar-díj                 | legjobb eredeti forgatókönyv                        | Neil Simon       | Jelölve  | [ 7 ] |
| BAFTA-díj                 | legjobb férfi főszereplő                            | Richard Dreyfuss | Elnyerte | [ 8 ] |
| BAFTA-díj                 | legjobb női főszereplő                              | Marsha Mason     | Jelölve  | [ 8 ] |
| BAFTA-díj                 | legjobb forgatókönyv                                | Neil Simon       | Jelölve  | [ 8 ] |
| David di Donatello-díj    | legjobb külföldi rendező                            | Herbert Ross     | Elnyerte |       |
| David di Donatello-díj    | legjobb külföldi színész                            | Richard Dreyfuss | Elnyerte |       |
| Golden Globe-díj          | legjobb filmmusical vagy vígjáték                   | –                | Elnyerte | [ 9 ] |
| Golden Globe-díj          | legjobb férfi főszereplő (zenés film vagy vígjáték) | Richard Dreyfuss | Elnyerte | [ 9 ] |
| Golden Globe-díj          | legjobb női főszereplő (zenés film vagy vígjáték)   | Marsha Mason     | Elnyerte | [ 9 ] |
| Golden Globe-díj          | legjobb női mellékszereplő                          | Quinn Cummings   | Jelölve  | [ 9 ] |
| Golden Globe-díj          | legjobb forgatókönyv                                | Neil Simon       | Elnyerte | [ 9 ] |
| A Japán Filmakadémia díja | legjobb idegen nyelvű film                          | –                | Jelölve  |       |

## Fordítás
- Ez a szócikk részben vagy egészben  a   The Goodbye Girl című angol Wikipédia-szócikk ezen változatának fordításán alapul.  Az eredeti cikk szerkesztőit annak laptörténete sorolja fel. Ez a jelzés csupán a megfogalmazás eredetét és a szerzői jogokat jelzi, nem szolgál a cikkben szereplő információk forrásmegjelöléseként.